# 二宮厚美
二宮 厚美（にのみや あつみ、1947年7月6日 - ）は、日本の経済学者、神戸大学発達科学部人間環境科学科社会環境論コース名誉教授。専攻は、経済学、労働－生活問題。
渡辺治や後藤道夫と親交が深く、雑誌『ポリティーク』の編者の一人でもある。

## 来歴
愛媛県出身。
1971年香川大学経済学部卒業。
京都大学大学院経済学研究科修士課程修了。

## 著書
- 構造改革と保育のゆくえ―民営化・営利化・市場化に抗して
- 現代資本主義と新自由主義の暴走
- 新しい福祉時代をつくる―市場化・規制暖和と民間社会福祉 （共著）
- 人間発達と公共性の経済学（共著）
- 日本社会の対抗と構想（共著）
- 公務員制度の変質と公務労働―NPM型効率・市場型サービスの分析視点 （共著）
- どうする日本の福祉―新自由主義に対抗する社会保障運動（共著）
- 自治体の公共性と民間委託―保育・給食労働の公共性と公務労働
- 憲法25条+9条の新福祉国家 二宮 厚美
- コミュニケーション的関係がひらく障害児教育―神大附属養護学校の教育実践
- 日本財政の改革（共著）
- 未来の日本へ、未来の福祉へ―ゆたかさという対岸への船出のために（共著）
- 暮らしと女と街づくり―協同のネットワーク（共著）
- 生きがいの構造と人間発達（共著）
- 構造改革とデフレ不況―やさしく、ふかく、現代日本経済入門
- 21世紀への構図を読む
- 生活と地域をつくりかえる―願いわけ集団づくり
- 日本経済の危機と新福祉国家への道
- 生協運動の新時代―「転換期」から地域づくりへ（共著）
- 児童福祉法「改正」と公立保育所の役割―子ども・父母・保育者にやさしい保育所をめざして（共著）
- 児童福祉法「改正」と私たちの保育 （共著）